# Iris timofejewii
Iris timofejewii är en irisväxtart som beskrevs av Jurij Nikolajevitj Voronov. Iris timofejewii ingår i släktet irisar, och familjen irisväxter. Inga underarter finns listade i Catalogue of Life.